# Spalding (Nebraska)
Spalding é uma vila localizada no estado americano de Nebraska, no Condado de Greeley.

## Demografia
Segundo o censo americano de 2000, a sua população era de 537 habitantes.
Em 2006, foi estimada uma população de 491, um decréscimo de 46 (-8.6%).

## Geografia
De acordo com o United States Census Bureau, a localidade tem uma área de 0,9 km², sem área coberta por água. Spalding localiza-se a aproximadamente 582 m acima do nível do mar.

## Localidades na vizinhança
O diagrama seguinte representa as localidades num raio de 28 km ao redor de Spalding.